# Liste de chimistes
- Haut – A
- B
- C
- D
- E
- F
- G
- H
- I
- J
- K
- L
- M
- N
- O
- P
- Q
- R
- S
- T
- U
- V
- W
- X
- Y
- Z

## A
- Emil Abderhalden (Suisse, 1877-1950) : travaux sur l'alimentation et le métabolisme.
- Richard Abegg (Allemagne, 1869-1910) : pionnier de la théorie de valence chimique.
- Frederick Augustus Abel (Royaume-Uni, 1827–1902) : traitement pour rendre plus stable les nitrocelluloses.
- Friedrich Accum (Allemagne, 1769–1838) : avancées dans le domaine de l'éclairage au gaz.
- Homer Burton Adkins (États-Unis 1892–1949) : travaux sur l'hydrogénation des composés organiques.
- Peter Agre (États-Unis, né en 1949) : prix Nobel de chimie 2003 pour la découverte des aquaporines.
- Georgius Agricola (Allemagne, 1494-1555) : père de la minéralogie moderne.
- Arthur Aikin (Royaume-Uni, 1773-1855) : fondateur de la Société géologique de Londres.
- Adrien Albert (Australie, 1907–1989) : chimie médicale.
- Kurt Alder (Allemagne, 1902-1958) : prix Nobel de chimie 1950 pour la réaction de cycloaddition.
- Sidney Altman (États-Unis, né en 1939) : prix Nobel de chimie 1989 pour la mise en évidence de l'activité enzymatique de la molécule d'ARN.
- Faiza Al-Kharafi (Koweït, née en 1946) : présidente de l'université du Koweït (en) de 1993 à 2002, première femme à diriger une université au Moyen-Orient.
- Christian B. Anfinsen (États-Unis, 1916–1995) : prix Nobel de chimie 1972 pour ses travaux sur la ribonucléase.
- Richard Anschütz (Allemagne, 1852-1937) : synthèse de l'anthracène.
- Jean d'Arcet ou Darcet (France, 1724-1801) : fabrication de la porcelaine, extraction de la gélatine des os.
- Jean-Pierre-Joseph d'Arcet ou Darcet (France, 1777-1844) : industrie chimique.
- Johan August Arfwedson (Suède, 1792-1841) : découverte du lithium.
- Henry Edward Armstrong (Royaume-Uni, 1848-1937) : substitution électrophile du naphtalène.
- Anton Eduard van Arkel (Pays-Bas, 1893–1976) : procédé Van-Arkel-de-Boer.
- Svante August Arrhenius (Suède, 1859-1927) : prix Nobel de chimie 1903 pour la loi d'Arrhenius.
- Francis William Aston (Royaume-Uni, 1877-1945) : prix Nobel de chimie 1922 pour la découverte, au moyen de son spectromètre de masse, des isotopes d'un grand nombre d'éléments non radioactifs et pour sa formulation de la règle des nombres entiers.
- Carl Auer von Welsbach (Allemagne, 1858-1929) : travaux sur les terres rares.
- Amedeo Avogadro (royaume de Sardaigne, 1776-1856) - travaux sur la dilatation des gaz, loi d'Avogadro.
- Johan Afzelius (Suède, 1753-1837) : isolement de l'acide formique.

## B
- Francis Bacon (Angleterre, 1561-1626) : philosophie de la méthode expérimentale.
- Leo Baekeland (Belgique, 1863-1944) : synthèse de la bakélite.
- James Watson Bain (Canada, 1875-1964) : premier président de l'Institut de chimie du Canada (en).
- Alexis Balandine (URSS, 1898-1967) : principe de l'état de transition.
- Antoine-Jérôme Balard (France, 1802-1876) : découverte du brome.
- Philippe Barbier (France, 1848-1922) : synthèse des premiers composés organomagnésiens.
- Neil Bartlett (Royaume-Uni, 1932-2008) : travaux sur le xénon.
- Derek Barton (Royaume-Uni, 1918-1998) : prix Nobel de chimie 1969 pour sa contribution au développement du concept de Conformation et son application en chimie.
- Antoine Baumé (France, 1728-1804) : confection de l'aréomètre.
- Pierre Bayen (France, 1725-1798) : réfutation de la théorie du phlogistique de Stahl et première isolation de l'oxygène.
- Karl Josef Bayer (Autriche-Hongrie, 1847-1904) : procédé Bayer pour la production d'aluminium.
- Antoine Béchamp (France, 1816-1908) : travaux sur la synthèse des colorants, découverte de l'atoxyl.
- Johann Joachim Becher (Allemagne, 1635-1682) : précurseur de la chimie scientifique.
- Ernst Otto Beckmann (Allemagne, 1853-1923) : réarrangement de Beckmann.
- Henri Becquerel (France, 1852-1908) : prix Nobel de physique 1903 pour la découverte de la radioactivité.
- Auguste Béhal (France, 1859-1941) : nombreux travaux en chimie organique, défense et enseignement de la théorie atomique.
- Friedrich Konrad Beilstein (Allemagne puis Empire russe, 1838-1906) : test de Beilstein.
- Jacques Bergier (France, 1912-1978) : première synthèse revendiquée d'un élément radioactif, le polonium.
- Friedrich Bergius (Allemagne, 1884-1949) : prix Nobel de chimie 1931 pour ses contributions à l'invention et au développement de méthodes chimiques à haute pression (procédé Bergius).
- Torbern Olof Bergman (Suède, 1735-1784) : travaux en chimie inorganique.
- Marcellin Berthelot (France, 1827-1907) : pionnier de la thermochimie.
- Claude-Louis Berthollet (France, 1748-1822) : invention de l'eau de Javel.
- Jöns Jacob Berzelius (Suède, 1779-1848) : découverte de nombreux éléments chimiques.
- Pietro Biginelli (Italie, 1860-1937)  : réaction de Biginelli.
- Norbert M. Bikales (États-Unis, né en 1929)
- Joseph Black (Grande-Bretagne, 1728-1799) : travaux sur les carbonates de sodium, de magnésium et de calcium.
- Edmond Blaise (France, 1872-1939) : travaux sur les organométalliques
- Herman Boerhaave (Pays-Bas, 1668-1738) : biochimie, isolement de l'urée, développement du concept d'affinité chimique.
- Niels Bohr (Danemark, 1885-1962) : prix Nobel de physique 1922 pour ses travaux sur la structure de l'atome.
- Alexandre Borodine (Empire russe, 1833-1887) : travaux sur les aldéhydes.
- Carl Bosch (Allemagne, 1874-1940) : lauréat du prix Nobel de chimie 1931 pour ses contributions à l'invention et au développement de méthodes chimiques à haute pression ; catalyseurs pour la production industrielle de divers composés organiques.
- Pierre-Hippolyte Boutigny (France, 1798-1884) : étude de l'état sphéroïdal.
- Alexandre Boutlerov (Empire russe, 1828-1886) : introduction du concept de structure chimique.
- Robert Boyle (Irlande, 1627-1691) : thermodynamique des gaz, loi de Boyle-Mariotte.
- Henri Braconnot (France, 1781-1855) : étude de nombreuses substances d'origine animale et végétale.
- Louis de Broglie (France, 1892-1987) : prix Nobel de physique 1929 pour ses travaux sur la dualité onde-corpuscule.
- Joannes Brønsted (Danemark, 1879-1947) : théorie des réactions acido-basiques.
- Eduard Buchner (Allemagne, 1860-1917) : prix Nobel de chimie 1907 pour ses travaux en biochimie et sa découverte de la fermentation non-cellulaire.
- Robert Wilhelm Bunsen (Allemagne, 1811-1899) : principe des titrages iodométriques.
- Adolf Butenandt (Allemagne, 1903-1995) : prix Nobel de chimie 1939 pour ses travaux sur les hormones sexuelles.

## C
- Auguste Cahours (France ; 1813-1891) - Isolement des premiers chlorures d'acide
- Melvin Calvin (États-Unis ; 1911-1997) - Lauréat du prix Nobel de chimie 1961 - Travaux sur la photosynthèse, cycle de Calvin
- Constantin Cândea (Roumanie ; 1887-1971) - Travaux sur les combustibles
- Stanislao Cannizzaro (Italie ; 1826-1910) - Réaction de Cannizzaro
- Georg Ludwig Carius (Allemagne ; 1829-1875) - Études sur l'oxydation
- Heinrich Caro (Allemagne ; 1834-1910) - Recherches sur l'indigo de la BASF. Isole l'« acide de Caro »
- Wallace Hume Carothers (États-Unis ; 1896-1937) - Travaux dans le domaine des matières plastiques
- José Casares Gil (Espagne ; 1866-1961) - Travaux sur le fluor. Réformateur de l'enseignement et de la recherche espagnols en chimie.
- Henry Cavendish (Royaume-Uni ; 1731-1810) - Premières mesures quantitatives précises
- Georges Champetier (France ; 1905-1980) - Travaux en chimie des polymères
- Luc Chanteloup (France ; né en 1963) - Marquage isotopique de l'ADN et synthèse du Paclitaxel
- Jean-Antoine Chaptal (France ; 1756-1832) - Procédé de chaptalisation
- Emmanuelle Charpentier (France, 1968-) prix Nobel de chimie 2020 avec Jennifer Doudna
- Duc de Chaulnes (Joseph d'Albert d'Ailly, France ; 1741-1792) chimiste et naturaliste
- Yves Chauvin (France ; 1930-2015) - Lauréat du prix Nobel de chimie 2005 - Métathèse des oléfines
- Michel-Eugène Chevreul (France ; 1786-1889) - Travaux sur la saponification et les acides gras
- Ludwig Claisen (Allemagne ; 1851-1930) - Condensation des esters
- Georges Claude (France ; 1870-1960) - Éclairage au néon
- James Bryant Conant (États-Unis ; 1893-1978) - Travaux en chimie organique
- Elias James Corey (États-Unis ; né en 1928) - Lauréat du prix Nobel de chimie 1990 - Synthèse de produits naturels
- John Warcup Cornforth (Australie ; 1917-2013) - Lauréat du prix Nobel de chimie 1975 - Travaux en chimie organique
- Charles-Augustin Coulomb (France ; 1736-1806) - Inventeur de la loi de Coulomb en mécanique et de la loi de Coulomb en électromagnétisme
- Archibald Scott Couper (Royaume-Uni ; 1831-1892) - Théorie sur la liaison chimique
- Bernard Courtois (France ; 1777-1838) - Découverte de l'iode
- James Mason Crafts (États-Unis ; 1839-1917) - Réaction de Friedel-Crafts
- Donald J. Cram (États-Unis ; 1919-2001) - Lauréat du prix Nobel de chimie 1987 - Travaux en stéréochimie
- William Crookes (Royaume-Uni ; 1832-1919) - Découverte du thallium
- Marie Curie (France ; 1867-1934) - Lauréate des prix Nobel de physique 1903 et de Chimie 1911 - Travaux sur la radioactivité
- Pierre Curie (France ; 1859-1906) - Lauréat du prix Nobel de physique 1903 - Piézoélectricité
- Robert Curl (États-Unis ; né en 1933) - Lauréat du prix Nobel de Chimie 1996 - Découverte du fullerène.
- Theodor Curtius (Allemagne ; 1857-1928) - Découverte de l'hydrazine

## D
- John Dalton (Royaume-Uni ; 1766-1844) - loi des proportions multiples
- Oscar D'Agostino (Italie ; 1901-1975) - neutrons lents
- Carl Peter Henrik Dam ; (Danemark ; 1895-1976) - lauréat du prix Nobel de médecine 1943 - découverte de la vitamine K
- John Frederic Daniell Royaume-Uni ; 1790-1845) - pile Daniell
- Humphry Davy (Royaume-Uni ; 1778-1820) - travaux en électrochimie
- Peter Debye (Pays-Bas ; 1884-1966) - lauréat du prix Nobel de chimie 1936 - théorie des moments dipolaires
- James Dewar (Royaume-Uni ; 1842-1923) - inventeur du vase Dewar, travaux en physique des basses températures
- François Diederich (en) (Luxembourg ; né en 1952) - étude des phénomènes de reconnaissance moléculaire
- Otto Diels (Allemagne ; 1876-1954) - lauréat du prix Nobel de chimie 1950 - synthèse diènique
- Edward Adelbert Doisy (États-Unis ; 1893-1986) - lauréat du prix Nobel de médecine 1943 - découverte de la vitamine K
- Davorin Dolar (en) (Slovénie ; 1921-2005) - étude des solutions de polyélectrolytes
- Charles Dufraisse (France ; 1885-1969) - travaux sur les antioxydants
- Pierre Louis Dulong (France ; 1785-1838) - règle de Dulong et Petit
- Jean-Baptiste Dumas (France ; 1800-1884) - fondateur de l'école française de chimie organique

## E
- Philip Eaton (États-Unis ; né en 1936) - Systèmes polycycliques ultra-contraints : cubane, [5]prismane, [2.2.2]propellane, etc.
- Paul Ehrlich (Allemagne ; 1854-1915) - Lauréat du prix Nobel de physiologie ou médecine 1908 - Précurseur de la chimiothérapie
- Manfred Eigen (Allemagne ; né en 1927) - Lauréat du prix Nobel de chimie 1967 - Théorie des hypercycles
- Alfred Einhorn (Allemagne ; 1856-1917) - Synthèse de la Novocaïne
- Emil Erlenmeyer (Allemagne ; 1825-1909) - Inventeur de la fiole conique
- Richard R. Ernst (Suisse ; né en 1933) - Lauréat du prix Nobel de chimie 1991 - Spectroscopie RMN
- Albert Eschenmoser (Suisse ; né en 1925) - Sel d'Eschenmoser, fragmentation d'Eschenmoser, contraction de sulfure d'Eschenmoser, réarrangement d'Eschenmoser-Claisen (ou réarrangement d'Eschenmoser)
- Hans von Euler-Chelpin (Suède ; 1873-1964) - Lauréat du prix Nobel de chimie 1929 - Enzyme de fermentation
- Henry Eyring (États-Unis ; 1901-1981) - Théorie du complexe activé

## F
- Michael Faraday (Royaume-Uni ; 1791-1867) - Loi sur l'électrolyse des solutions salines, découverte du benzène, liquéfaction de gaz, or colloïdal
- Hermann von Fehling (Allemagne ; 1812-1885) - Liqueur de Fehling
- Emil Fischer (Allemagne ; 1852-1919) - Lauréat du prix Nobel de chimie 1902 - Synthèse de nombreuses purines et sucres, stéréochimie
- Ernst Gottfried Fischer (Allemagne ; 1754-1831) ; Tables de stœchiométrie
- Ernst Otto Fischer (Allemagne ; 1918-2007 ) Lauréat du prix Nobel de chimie 1973
- Franz Joseph Emile Fischer (Allemagne ; 1877 - 1947) - Découverte avec Hans Tropsch du procédé Fischer-Tropsch.
- Hans Fischer (Allemagne ; 1881-1945) - Lauréat du prix Nobel de chimie 1930 - Chimie du pyrrole
- Rudolph Fittig (Allemagne ; 1835-1910) - Travaux en chimie organique, découvreur du biphényle
- Paul J. Flory (États-Unis) ; 1910-1985) - Lauréat du prix Nobel de chimie 1974 - Théorie de la polycondensation
- Antoine-François Fourcroy (France ; 1755-1809) - Travaux sur les sels
- Ernest Fourneau (France ; 1872-1949) - Fondateur de la chimie pharmaceutique française
- Rosalind Franklin (Royaume-Uni ; 1920-1958) - Découverte de la structure de l'ADN en 1953
- Edward Frankland (Royaume-Uni ; 1825-1899) - Découvreur des organomercuriels et organoboranes
- Edmond Frémy (France ; 1814-1894) - Sel de Frémy
- Carl Remigius Fresenius (Allemagne ; 1818-1897) - Chimie analytique
- Ida Freund (Royaume-Uni ; 1863-1914) - Première femme professeure d'université de chimie au Royaume-Uni
- Charles Friedel (France ; 1832-1890) - Réaction de Friedel-Crafts
- Carl Julius Fritzsche (Allemagne ; 1808-1871) - découverte de l'acide anthranilique
- Alexandre Naoumovitch Froumkine (en) (Russie ; 1895-1976) - Théorie des réactions aux électrodes

## G
- Johan Gadolin (Finlande ; 1760-1852) - Travaux sur les oxydes d'yttrium
- Jean-Nicolas Gannal (France ; 1791-1852) - Fondateur de l'embaumement moderne
- Ludwig Gattermann (Allemagne ; 1860-1920) - Synthèse d'aldéhydes aromatiques
- Marc Antoine Gaudin (France ; 1804-1880) - Préparation de rubis et saphir artificiels
- Louis Joseph Gay-Lussac (France ; 1778-1850) - Travaux sur la dilatation des gaz
- Étienne-François Geoffroy (France ; 1672-1731) - Travaux en réactivité chimique
- Hans Geiger (Allemagne ; 1882-1945) - Inventeur du compteur Geiger
- Charles Gerhardt (France ; 1816-1856) - Première synthèse de l'acide acétylsalicylique ou aspirine.
- Willard Gibbs (États-Unis ; 1839-1903) - Équilibre dans les systèmes thermodynamiques
- Victor Goldschmidt (Suisse ; 1888-1947) - fondateur de la géochimie moderne
- Maria Goeppert-Mayer (Allemagne ; 1906-1972) - Lauréat du prix Nobel de physique pour son étude de la structure nucléaire et du noyau atomique.
- Michael Grätzel (Suisse ; 1944- ) - Inventeur de la cellule photovoltaïque Grätzel, professeur à l'EPFL.
- Victor Grignard (France ; 1871-1935) - Lauréat du prix Nobel de chimie 1912 - Réactif de Grignard
- Robert Grubbs (États-Unis ; né en 1942) - Lauréat du prix Nobel de chimie 2005 - Catalyseur de métathèse et de polymérisation.

## H
- Fritz Haber (Allemagne ; 1868-1934) - Inventeur de l'électrode de verre, synthèse de l'ammoniac
- Albin Haller (France ; 1849-1925)
- Odd Hassel (Norvège ; 1897-1981) - Lauréat du prix Nobel de chimie 1969 - Étude de la structure moléculaire.
- Charles Hatchett (Grande-Bretagne ; 1765-1847) - Découverte du Niobium
- Walter Norman Haworth (Royaume-Uni ; 1883-1950) - Lauréat du prix Nobel de chimie 1937 - Travaux sur les sucres
- Clayton Heathcock (États-Unis ; né en 1936) - Synthèse de produits naturels
- Werner Heisenberg (Allemagne ; 1901-1976) - Lauréat du prix Nobel de physique 1932 - Principe d'incertitude
- Hermann Hellriegel (Allemagne ; 1831-1895) - Découverte de la fixation symbiotique de l'azote chez les légumineuses
- Louis Henry (Belgique ; 1834-1913) - Synthèse de la glycérine
- Dudley Robert Herschbach (États-Unis ; né en 1932) - Lauréat du prix Nobel de chimie 1986 = La dynamique des processus chimiques élémentaires
- Gerhard Herzberg (Allemagne ; 1904-1999) ; Lauréat du prix Nobel de chimie 1971 - Spectroscopie atomique et moléculaire
- Germain Henri Hess (Suisse ; 1802-1850) - Précurseur de la thermochimie
- George de Hevesy (Hongrie ; 1885-1955) - Lauréat du prix Nobel de chimie 1943 - Développement des traceurs radioactifs
- Jaroslav Heyrovský (République tchèque ; 1890-1967) - Lauréat du prix Nobel de chimie 1959 - Polarographie
- Bryan Higgins (en) (Irlande ; 1737-1818) - Travaux sur les calcaires
- William Higgins (Irlande ; 1762-1825)
- William Hillebrand (Allemagne ; 1853-1925)
- Gladys Lounsbury Hobby (États-Unis ; 1910–1993) - Développement et compréhension des antibiotiques
- Dorothy Crowfoot Hodgkin (Royaume-Uni ; 1910-1994) - Lauréate du prix Nobel de chimie 1964 - Détermination de la structure de la pénicilline par diffraction de rayons X
- Jacobus Henricus van 't Hoff, Pays-Bas ; 1852-1911) - Lauréat du prix Nobel de chimie 1901 - Cinétique chimique, équilibres chimiques, pression osmotique
- Roald Hoffmann (États-Unis ; né en 1937) - Lauréat du prix Nobel de chimie 1981 - Mécanismes de réaction
- Albert Hofmann (Suisse; 1906–2008) - Découverte du LSD
- August Wilhelm von Hofmann (Allemagne ; 1818-1892) - Réarrangement de Hofmann et Élimination de Hofmann
- Fritz Hofmann (Allemagne ; 1866-1956) - Fabrication de caoutchoucs synthétiques

## I
- Christopher Kelk Ingold (Royaume-Uni ; 1893 - 1970) - Mécanismes de réaction

## J
- Frédéric Joliot-Curie (France ; 1900-1958) - Lauréat du prix Nobel de chimie 1935 - Travaux en radioactivité
- Irène Joliot-Curie (France ; 1897-1956) - Lauréate du prix Nobel de chimie 1935 - Travaux en radioactivité

## K
- Paul Karrer (Suisse ; 1889-1971) - Lauréat du prix Nobel de chimie 1937 - Travaux sur les pigments végétaux
- Friedrich Kekulé von Stradonitz (Allemagne ; 1829-1896) - Structure cyclique du benzène
- Morris Selig Kharasch (Ukraine ; 1895-1957) - Addition radicalaire sur les alcènes
- Heinrich Kiliani (Allemagne ; 1855-1945) - Chimie des hydrates de carbone
- Gustav Kirchhoff (Allemagne ; 1824-1887) - Lois spectroscopiques
- Richard Kirwan (Irlande ; 1733-1812) - Pionnier en stœchiométrie
- Martin Heinrich Klaproth (Allemagne ; 1743-1817) - Découverte du cérium
- Emil Knoevenagel (Allemagne ; 1865-1921) - Réaction de condensation des benzaldéhydes
- Ludwig Knorr (Allemagne ; 1859-1921) - Synthèse de pyrazolones
- Friedrich Kohlrausch (Allemagne ; 1840-1910) - Conductivité électrique des solutions
- Walter Kohn (Australie ; 1923-2016) - Propriétés électroniques des métaux
- Adolph Wilhelm Hermann Kolbe (Allemagne ; 1818-1884) - Travaux sur les alcools
- Izaak Kolthoff Pays-Bas ; 1894-1993) - « Père » de la chimie analytique
- Dmitri Petrowitsch Konowalow (Russie ; 1856-1929) - Théorème de Gibbs-Konovalov
- William Justin Kroll (Luxembourg : 1889-1973) - Procédé Kroll
- Harold Kroto (Royaume-Uni ; 1939-2016) - Lauréat du prix Nobel de chimie 1996 - Nanotechnologie
- Richard Kuhn (Autriche ; 1900-1967) - Lauréat du prix Nobel de chimie 1938 - Travaux sur les caroténoïdes
- Jean Kunckel (Allemagne ; 1630-1703) - Procédés de fabrication de verres colorés

## L
- Louis-Guillaume de Lafolie (France ; 1739-1780) - le Philosophe sans prétention
- Irving Langmuir (États-Unis ; 1881-1957) - Lauréat du prix Nobel de chimie 1932 - Chimie des surfaces, sonde de Langmuir
- Antoine Lavoisier (France ; 1743-1794) - « Père » de la chimie
- Nicolas Leblanc (France ; 1742-1806) - Procédé Leblanc
- Louagie Thibault (Belgique ; 1990-...) - Théorie relative de la molécule d'eau
- Henry Le Chatelier (France ; 1850-1936) - Principe de Le Chatelier, équilibre chimique
- Louis Le Chatelier (France ; 1815-1873) - Extraction de l'alumine de la bauxite
- Paul-Émile Lecoq de Boisbaudran (France ; 1838-1912) - Précurseur en spectroscopie, découverte de plusieurs éléments
- Eun Lee (Corée du Sud ; né en 1946) - Synthèses organiques
- Yuan Tseh Lee (Taïwan ; né en 1936) - Cinétique chimique
- Jean-Marie Lehn (France ; né en 1939) - Lauréat du prix Nobel de chimie 1987 - Chimie supramoléculaire
- Primo Levi (Italie ; 1919-1987) - chimie, écrivain italien rendu célèbre par son livre Si c'est un homme
- Gilbert Lewis (États-Unis ; 1875-1946) - Règle de l'octet
- Willard Frank Libby (États-Unis ; 1908-1980) - Lauréat du prix Nobel de chimie 1960 - Datation par le carbone 14
- Justus von Liebig (Allemagne ; 1803-1873) - « Père » de l'industrie des engrais
- Joseph Lister (Royaume-Uni ; 1827-1912) - Utilisation du phénol comme antiseptique
- Hugh Christopher Longuet-Higgins (Royaume-Uni ; 1923-2004) - Structure des hydrures de bore
- Thomas Lowry (Royaume-Uni ; 1874-1936) - Théorie acide-base

## M
- Antonio Madinaveitia (Espagne ; Mexique ; 1890-1974) - Travaux sur les produits naturels et sur la synthèse des médicaments organiques
- Léon Malaprade (France; 1903-1982) - étude de la neutralisation de quelques polyacides minéraux, en particulier acides oxydants et acides complexes; Réaction Malaprade.
- Vladimir Markovnikov (Russie ; 1838-1904) - Régiosélectivité des réactions électrophiles, règle de Markovnikov
- Lise Meitner (Autriche ; 1878-1968) - Travaux en radioactivité
- Dmitri Mendeleïev (Russie ; 1834-1907) - Classification périodique des éléments
- John Mercer (Royaume-Uni ; 1791-1866) - Traitement chimique du coton
- Robert Bruce Merrifield (États-Unis ; 1921-2006) - Lauréat du prix Nobel de chimie 1994 - Synthèse des peptides
- Julius Lothar Meyer (Allemagne ; 1830-1895) - Classification périodique
- Viktor Meyer (Allemagne ; 1848-1897) - Découverte du thiophène - Loi d'esthérification de Victor Meyer
- Luis Miramontes (Mexique ; 1925-2004) - Co-inventeur du premier contraceptif oral
- Henri Moissan (France ; 1852-1907) - Lauréat du prix Nobel de chimie 1906 - Chimie du fluor
- Enrique Moles (Espagne ; 1883-1953) - Détermination des masses moléculaires
- Moitre d'Element : inventeur de la cuve à eau pour la récupération des gaz
- Peter Moore (chemist) (en) (États-Unis ; né en 1939) - Étude de la structure, de la fonction et du mécanisme d'action du ribosome.
- Henry Moseley (Royaume-Uni ; 1887-1915) - Découvre la loi de Moseley.
- Taher Movassaghian (Iran ; 1944-1987) - Travaux sur le développement des médicaments et sur la recherche en pharmacologie. voire chimie pharmaceutique.
- Robert Mulliken (États-Unis ; 1896-1986) - Lauréat du prix Nobel de chimie 1966 - Concept d'orbitale moléculaire
- Victor Mills (États-Unis ; 1897-1997) — Inventeur de la couche-culotte Pampers et des chips Pringles.

## N
- Robert Nalbandyan (en) (Arménie ; 1937-2002) - Travaux sur les protéines
- Walther Nernst (Allemagne ; 1864-1941) - Lauréat du prix Nobel de chimie 1920 - Thermodynamique chimique
- Kyriacos Costa Nicolaou (États-Unis ; né en 1946) - Synthèse totale
- Alfred Nobel (Suède ; 1833-1896) - Inventeur de la dynamite
- Arthur Amos Noyes (États-Unis ; 1860-1936) - "Dissolution des solides"

## O
- Alexandre Oparine (Russie ; 1894-1980) - Porte-drapeau des tenants de la théorie « métabolisme d'abord »
- Wilhelm Ostwald (Lettonie ; 1853-1932) - Lauréat du prix Nobel de chimie de 1909 - Catalyse et équilibres chimiques, vitesse de réaction.
- George A. Olah (Hongrie ; 1927-2017) - Lauréat du prix Nobel de chimie 1994 - Étude des carbocations
- Lars Onsager (Norvège ; 1903-1976) - Lauréat du prix Nobel de chimie 1968 Chimie physique

## P
- Paracelse (Suisse ; 1493-1541) - alchimiste, Précurseur de la chimie pharmaceutique
- Rudolph Pariser (Chine ; né en 1923) - Méthode de calcul des orbitales moléculaires Pariser-Parr-Pople
- Blaise Pascal (France ; 1623-1662) - Mécanique des fluides
- Robert Ghormley Parr (États-Unis ; 1921-2017) - Chimie théorique
- Louis Pasteur (France ; 1822-1895) - Précurseur de la microbiologie
- Wolfgang Pauli (Autriche ; 1900-1958) - Lauréat du prix Nobel de physique 1945 - Principe d'exclusion de Pauli
- Linus Pauling (États-Unis ; 1901-1994) - Lauréat des prix Nobel de chimie 1954 et de la Paix 1962 - Théories sur la nature de la liaison chimique
- Anselme Payen (France ; 1795-1871) - Travaux sur les glucides
- William Henry Perkin (Royaume-Uni ; 1838-1907) - Découvreur de la mauvéine
- Charles Pedersen (États-Unis ; 1904-1989) - Lauréat du prix Nobel de chimie 1987 - Études des éthers-couronnes
- Eugène-Melchior Péligot (France ; 1811-1890) - Isolement de l'uranium métallique
- Pierre Joseph Pelletier (France ; 1788-1842) - Fondateur de la chimie des alcaloïdes
- Théophile-Jules Pelouze (France ; 1807-1867) - Découvreur de la fonction nitrile
- Raffaele Piria (Italie ; 1815-1865) - Réaction de Piria
- Max Planck (Allemagne ; 1858-1947) - Lauréat du prix Nobel de chimie 1918 - Loi spectrale du rayonnement
- Roy Plunkett (États-Unis ; 1910-1994) - Découvreur du teflon
- John Pople (Royaume-Uni ; 1925-2004) -Lauréat du prix Nobel de chimie 1998- Chimie théorique
- Pierre Potier (France ; 1934-2006) - Caractérisation de nombreux alcaloïdes
- John Polanyi (Canada ; né en 1929) - Lauréat du prix Nobel de chimie 1996-Cinétique chimique
- Fritz Pregl (Autriche ; 1869-1930) - Microanalyse élémentaire des composés organiques
- Vladimir Prelog (Suisse ; 1906-1998) - Lauréat du prix Nobel de chimie 1975 - Travaux en stéréochimie
- Joseph Priestley (Royaume-Uni ; 1733-1804) - Découvreur de l'oxygène
- Ilya Prigogine (Belgique ; 1917-2003) - Lauréat du prix Nobel de chimie 1977 - Thermodynamique de non-équilibre
- Joseph Louis Proust (France ; 1754-1826) - Loi des proportions définies

## R
- Henri de Ruolz (France ; 1808-1887) - Inventeur de la dorure sans recours au mercure
- William Ramsay (Royaume-Uni ; 1852-1916) - Lauréat du prix Nobel de chimie 1904 - Travaux sur les gaz rares
- François-Marie Raoult (France ; 1830-1901) - Travaux sur les solutions, lois de Raoult
- Julius Rebek (en) (États-Unis ; né en 1944) - Chimie organique, chimie supramoléculaire, reconnaissance moléculaire
- Alexandre Réformatski (Empire russe puis URSS ; 1864-1937) - Chimie organique
- Sergueï Réformatski (Empire russe puis URSS ; 1860-1934) - Chimie organique, réaction de Réformatski
- Henri Victor Regnault (France ; 1810-1878) - Propriétés thermiques des gaz, synthèse du PVC
- Ignacio Ribas Marqués (Espagne ; 1901-1996) - Travaux sur les alcaloïdes végétaux et l'hormone juvénile des insectes
- Tadeusz Reichstein (Pologne ; 1897-1996) - Lauréat du prix Nobel de chimie 1950 - Synthèse de la vitamine C.
- Karl von Reichenbach (Allemagne ; 1788-1869) - Travaux sur les composés issus de la pyrogénation du bois de hêtre
- Stuart Rice (États-Unis ; né en 1932) - Chimie théorique
- Ellen Richards -(États-Unis ; 1842-1911) - Chimie de l'environnement.
- Theodore William Richards (États-Unis ; 1868-1928) - Détermination précise des masses atomiques de nombreux éléments
- Jeremias Benjamin Richter (Allemagne ; 1762-1807) - Loi des proportions réciproques
- Robert Robinson (Royaume-Uni ; 1886-1975) - Lauréat du prix Nobel de chimie 1947 - Théorie de la substitution électrophile aromatique
- Guillaume-François Rouelle (France ; 1703-1770) - Propriétés des cristaux
- Hilaire-Marin Rouelle (France ; 1718-1779) - Découvreur de l'urée
- Frank Sherwood Rowland (États-Unis ; 1927-2012) - Lauréat du prix Nobel de chimie 1995 - Travaux sur l'ozone
- Lavoslav Ružička (Croatie-Suisse ; 1887-1976)) Lauréat du prix Nobel de chimie 1939- Chimie des parfums, Travaux sur les terpènes
- Benjamin Thompson, Compte de Rumford (Royaume-Uni ; 1753-1814) - Chaleurs massiques des liquides
- Daniel Rutherford (Royaume-Uni ; 1749-1819) - Mise en évidence de l'azote dans l'air
- Ernest Rutherford (Nouvelle-Zélande ; 1871-1937) - Lauréat du prix Nobel de chimie 1908 - Travaux sur la radioactivité, modèle de l'atome compact

## S
- Paul Sabatier (France ; 1854-1941) - Lauréat du prix Nobel de chimie 1912 Hydrogénation catalytique
- Henri Sainte-Claire Deville (France ; 1818-1881) - Travaux sur l'aluminium, découvreur du toluène
- Traugott Sandmeyer (Suisse ; 1854-1922) - Réactions de Sandmeyer
- Frederick Sanger (Royaume-Uni ; 1918-2013) - Lauréat des prix Nobel de chimie 1958 et 1980 - Détermination de la structure de l'insuline
- Jean-Pierre Sauvage (France) - Lauréat du prix Nobel de chimie - Chimie supramoléculaire et nanomachines
- Carl Wilhelm Scheele (Suède ; 1742-1786) - Découverte de nombreux éléments chimiques
- Hugo Schiff (Allemagne ; 1834-1915) - Réactif de Schiff : fuchsine basique utilisée dans la coloration PAS (Periodic Acid - Schiff)
- Christian Schönbein (Allemagne ; 1790-1868) - Découverte de la nitrocellulose et de l'ozone
- Stuart L. Schreiber (États-Unis ; né en 1956) - Pionnier de la chimie biologique.
- Alexander Shulgin (États-Unis ; 1925-2014) - Travaux sur les psychotropes et psychédéliques.
- Peter G. Schultz (États-Unis ; né en 1956) - Travaux sur les acides aminés
- Richard R. Schrock (États-Unis né en 1945) - Lauréat du prix Nobel de chimie 2005 - Métathèse des oléfines
- Glenn Theodore Seaborg (Canada ; 1912-1999) - Lauréat du prix Nobel de chimie 1951 - Découverte de nombreux éléments transuraniens
- Nils Gabriel Sefström (Suède ; 1787-1845) - Découverte du vanadium.
- Francesco Selmi (Italie ; 1817-1881) - Un des fondateurs de la chimie des colloïdes
- Nikolaï Semionov- (Russie ; 1896-1986) - Lauréat du prix Nobel de chimie 1956 - Cinétique chimique
- K. Barry Sharpless (États-Unis ; né en 1941) - Lauréat du prix Nobel de chimie 2001- Étude des réactions d'oxydation stéréosélectives.
- Oktay Sinanoğlu (Turquie ; né en 1935-2015) - Biologie moléculaire, Chimie théorique.
- Zdenko Skraup (Autriche-Hongrie ; 1850-1910) - Synthèse des hétérocycles
- Frederick Soddy (Royaume-Uni ; 1877-1956) - Lauréat du prix Nobel de chimie 1921 - Travaux sur les substances radioactives
- Ernest Solvay (Belgique ; 1838-1922) - Procédé Solvay
- Nils Gabriel Sefström (Suède ; 1787-1845) - Découverte du vanadium.
- Søren Sørensen (Suède ; 1868-1939) - Notion de pH
- Branko Stanovnik (en) (Slovénie ; né en 1938) - Chimie organique.
- Georg Ernst Stahl (Allemagne ; 1660-1734) - Notion de phlogistique
- Jean Servais Stas (Belgique ; 1813-1891) - Détermination de la masse atomique de plusieurs éléments
- Alphonse Seyewetz (France ; 1869-1940) - Travaux sur la photographie
- Hermann Staudinger (Allemagne) ; 1881-1965) - Lauréat du prix Nobel de chimie 1953 - Notion de polymère, précurseur de la chimie macromoléculaire
- Alfred Stock (Allemagne ; 1876-1946) - Développement dans la chimie du béryllium
- James Fraser Stoddart (Royaume-Uni ; né en 1945) -Chimie supramoléculaire, nanotechnologie.
- Gilbert Stork (Belgique ; 1921-2017) - Synthèse de l'énamine
- James Batcheller Sumner (États-Unis ; 1887-1955) - Lauréat du prix Nobel de chimie 1946 - Travaux sur les enzymes
- Theodor Svedberg (Suède ; 1884-1971) - Lauréat du prix Nobel de chimie 1926 - Principe de l'ultracentrifugation pour la détermination de la masse moléculaire de polymères

## T
- Henry Taube (Canada ; 1915-2005) - Lauréat du prix Nobel de chimie 1983 - Étude des transferts d'électrons dans les complexes métalliques
- Jean-Marie Tarascon
- Ilia Tcherniaïev (URSS ; 1893-1966) - Découvreur de l'effet trans
- Marc Tiffeneau (France ; 1873-1945) - Travaux sur les transpositions moléculaires - Réaction de Tiffeneau-Demjanov (en)
- Louis Jacques Thénard. Découverte du silicium, de l'eau oxygénée, description de la stibine.
- Hervé This. Gastronomie moléculaire et ses applications : cuisine, moléculaire, cuisine note à note.
- Marc Tiffeneau. Réactions de transposition moléculaire.
- Gaston Tissandier. Aerostation
- Lev Tschugaeff (Empire russe puis URSS ; 1873-1922) - Chimie organique (réaction de Tschugaeff) et chimie de coordination
- Eugène Turpin (France ; 1848-1927) - Utilise la mélinite comme explosif à la place de la poudre noire

## U
- Harold Clayton Urey (États-Unis ; 1893-1981) - Lauréat de prix Nobel de chimie 1934- Travaux pionniers sur les isotopes.
- Otto Unverdorben (Allemagne) ; 1806-1873) - Découvreur de l'aniline en 1826.

## V
- Amand Valeur (France ; 1870-1928) - Travaux sur la spartéine
- Lauri Vaska (en) (Estonie ; 1925-2015) - Complexe de Vaska d'iridium
- Lourdes Vega (Espagne ; née en 1965) - Modélisation moléculaire, captage et valorisation du dioxyde de carbone, utilisation du dihydrogène comme combustible
- Antoine Villiers-Moriamé (France ; 1854-1932) - Travaux sur la cyclodextrine
- Artturi Ilmari Virtanen (Finlande ; 1895-1973) - Lauréat du prix Nobel de chimie 1945 - Chimie de la nutrition
- Carl Voegtlin (États-Unis ; 1879-1960) - Pharmacologie des arsenicaux : découverte de l'arsénoxyde
- Alessandro Volta (Italie ; 1745-1827) - Électrochimie. Invention de la cellule voltaique

## W
- Johannes Diderik van der Waals (Pays-Bas ; 1837-1923) - Lauréat du prix Nobel de physique 1910 - Équation d'état des gaz
- John Ernest Walker (Royaume-Uni ; né en 1941) -Lauréat du prix Nobel de chimie 1997- Biologie moléculaire.
- Alfred Werner (Suisse ; 1866-1910) - Lauréat du prix Nobel de chimie 1913 - Chimie de coordination
- George M. Whitesides (États-Unis ; né en 1939) - Travaux en RMN
- Heinrich Otto Wieland (Allemagne ; 1877-1957) - Lauréat du prix Nobel de chimie 1927 - Détermination de la structure chimique de la morphine
- Geoffrey Wilkinson (Royaume-Uni ; 1921-1996) - Lauréat du prix Nobel de chimie 1973 - Composés organométalliques
- Clemens Winkler (Allemagne ; 1873-1904) - Découverte du germanium
- Georg Wittig (Allemagne ; 1897-1987) - Lauréat du prix Nobel de chimie en 1979 - Réaction de Wittig
- Friedrich Wöhler (Allemagne ; 1800-1882) - Synthèse de l'urée, pionnier de la chimie organique et de la synthèse organique
- William Hyde Wollaston (Grande-Bretagne ; 1766-1828) - Découverte du palladium et du rhodium
- Robert Burns Woodward (États-Unis ; 1917-1979) - Lauréat du prix Nobel de chimie 1956 - Synthèse de la quinine et du cholestérol
- Kurt Wüthrich (Suisse ; né en 1938) - Lauréat du prix Nobel de chimie 2002 - Utilisation de la RMN pour l'étude des protéines
- Charles Adolphe Wurtz (France ; 1817-1884) - Réaction de Wurtz

## X
- Xiaoliang Sunney Xie (en) (Chine né en 1962) - Travaux pionniers en microscopie moléculaire et CARS variante de la spectroscopie Raman.

## Y
- Sabir Yunusov (en) (Russie ; 1909-1995) - Chimie des alcaloïdes.

## Z
- Aleksandr Mikhaïlovitch Zaïtsev (Russie ; 1841-1910) - Découverte des sulfoxydes
- Ahmed Zewail (Égypte ; 1946-2016) - Lauréat du prix Nobel de chimie - Mécanismes des réactions.